# 冰湖溃洪

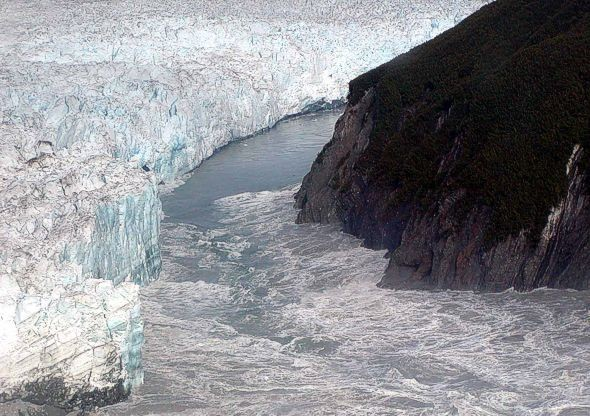
冰川湖溃洪

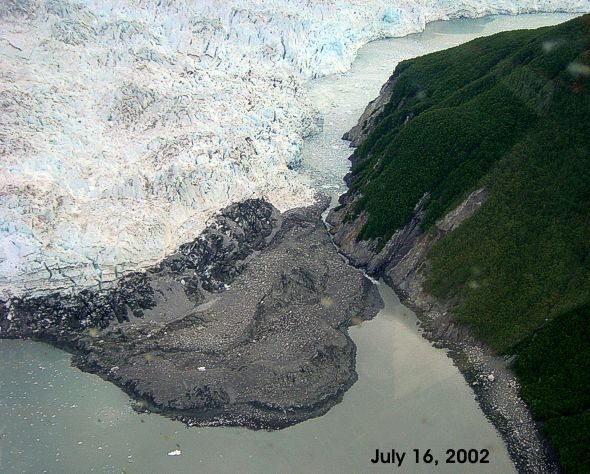
冰湖溃洪一个月前的蓄水湖

冰湖溃洪（“jökulhlaup”，冰島語發音：[ˈjœːkʏl̥ˌl̥œip] 讀音ⓘ）字面意思是“冰川奔流”，是一种冰川湖溃决洪水。它是一条冰岛语术语，已在多种语言的冰川学术语中被采用。最初是指冰岛瓦特纳冰原冰川下因地热作用，或偶尔由火山冰下喷发引发的洪流，现在被用来描述所有冰下湖或冰缘湖/水库等溃决形成的大规模洪水泛滥。
由于冰湖溃决洪水是从浮动水位远高于阈值的封闭静水湖中形成，其峰值流量可能比冰缘湖或超冰缘湖溃决大得多。瓦特纳冰原冰川溃洪的水文曲线通常会在几周内上升，接近终点时流量最大，或在几个小时内攀升得更快。这些模式被认为分别反映出通道融化和前缘下方的片状流。在北美冰盖消退期和末次冰期后的欧洲和（如[阿加西斯湖和英吉利海峡）都发生过超规模的类似过程，也可能发生在更早的时期，尽管地质记录没得到很好的保存。

## 冰川溃洪过程

### 冰川下水的形成
冰川下水的生成是理解冰川底部水体流动的关键之一。冰融解可能发生在冰川表面（冰上）、冰川下方（基部）或同时在这两处位置。消融（表面融化）往往导致聚集在表面。底部融化源于地球地热的流出（随位置而变化），以及因冰川底部在地表移动时产生的摩擦加热。彼得罗夫斯基分析得出，根据冰川底部融化率，在最近魏氏冰川作用（Weichselian glaciation）期间，德国西北部一处典型集水区冰川下水的年融化量为642x106米3。

### 冰上和冰下水流
由于冰川下底土的导水系数（渗水率），融化的水可在冰川上方（冰上）、冰川下方（冰下/底部）或由于冰川下底土的水力传导率(渗水率）的作用，作为冰川下方含水层的地下水流动。如果冰川下冰层的融化速率超过含水层流失速率，则冰水将汇集在地表或冰川下水池或水湖中。
冰川上和冰川底部水流的特征随通道区的不同而不同。冰上水流与所有地表环境中的水流相似，在引力影响下，从高处向低处流动；而冰川下的底层水流则表现出明显的差异，底层水流无论产生于冰川底部的融化，还是因重力作用从上流下的，都会聚集在冰川底部的
水池塘和水湖中，构成一处由数百米厚冰包覆的大“水袋”。如果冰川表面没有流出通道，则表面融水将向下流淌并聚集在冰缝中；而冰川底部融化的水则汇集在冰川下，任何一种来源都可以形成冰下湖。随着冰川的融化，冰下底湖积聚的水压不断增大，直至压
力大到足以冲出或裂解出一条穿过冰体的通道或使冰盖浮起。

### 偶发式释放
大陆冰原和阿尔卑斯冰川下融化积水的排放是间歇性的，当融化水聚集时，上覆的冰层被掀起，水则从加压层或冰下湖中流出。冰层最易被抬升的区域（即冰盖较薄的区域）最先被掀起，因此，如果水流向冰层较薄的区域流动，则可能会沿着冰川下的地形向上涨。随着水流的聚集，更多的冰被掀起，直到开辟出一条泄洪道。
如果没有现存的河道，最初从冰湖溃决洪水中释放出的宽阔前锋流，可能会铺开成一片几十公里宽的薄前流。随着水流的继续，它常会蚀刻地表和冰盖，冲刷出一条冰川谷道，甚至当水压降缓时。大部分积冰会落回地面，封闭锋流并引导水流。水道的方向主要由冰盖厚度确定，其次再是地表坡度，当冰盖压力迫使水流流向较低区域并直到浮现在冰面上时，可观察到“上坡”现象。因此，由特定冰川作用形成的各种冰川谷结构提供了它们形成时大概的冰川厚度图，尤其是当冰川下的原始地表起伏受到限制时。
急速、大流量的水流排放具有高侵蚀性，在隧道中和隧道口发现的碎屑证明了这一点，这些碎屑往往是粗糙的岩石和巨砾。这种侵蚀环境与在南极观察到的400多米深、2.5公里多宽隧道的形成相一致。
彼得罗夫斯基开发了一种详细的形成分析模型，该模型预测了如下过程：
1. 地热造成冰川底部融化。不考虑冰川表面消融作用，因为在冰川最盛期期间，表面融水量最小，有证据表明，表面水渗入冰川的深度不超过100米。
2. 融化的水最初通过冰川下含水层排出。
3. 当超过底层水力透过率时，冰川下的融水在盆地中积聚。
4. 积聚的水量足以冲开上次释放后重新聚积在冰川谷中的冰堵。
5. 冰川谷排出多余的融化水，湍流融化或侵蚀积冰，并冲刷谷底。
6. 随着水位下降，压力降低，冰川谷再次结冰，水流停止。

## 例证

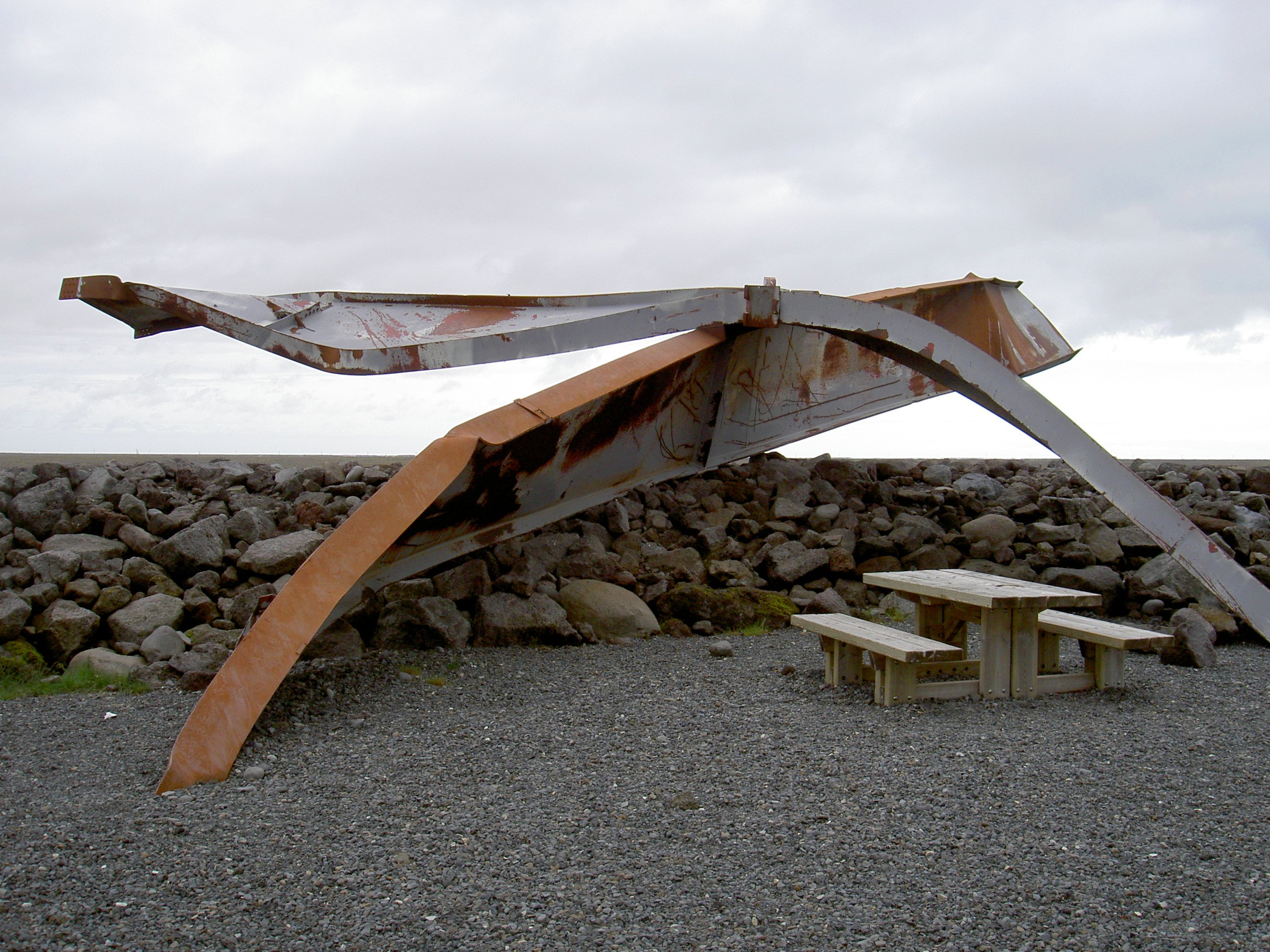
冰岛斯卡夫塔一座旧桥，被1996年格里姆火山喷发时产生的冰川溃洪扭曲。

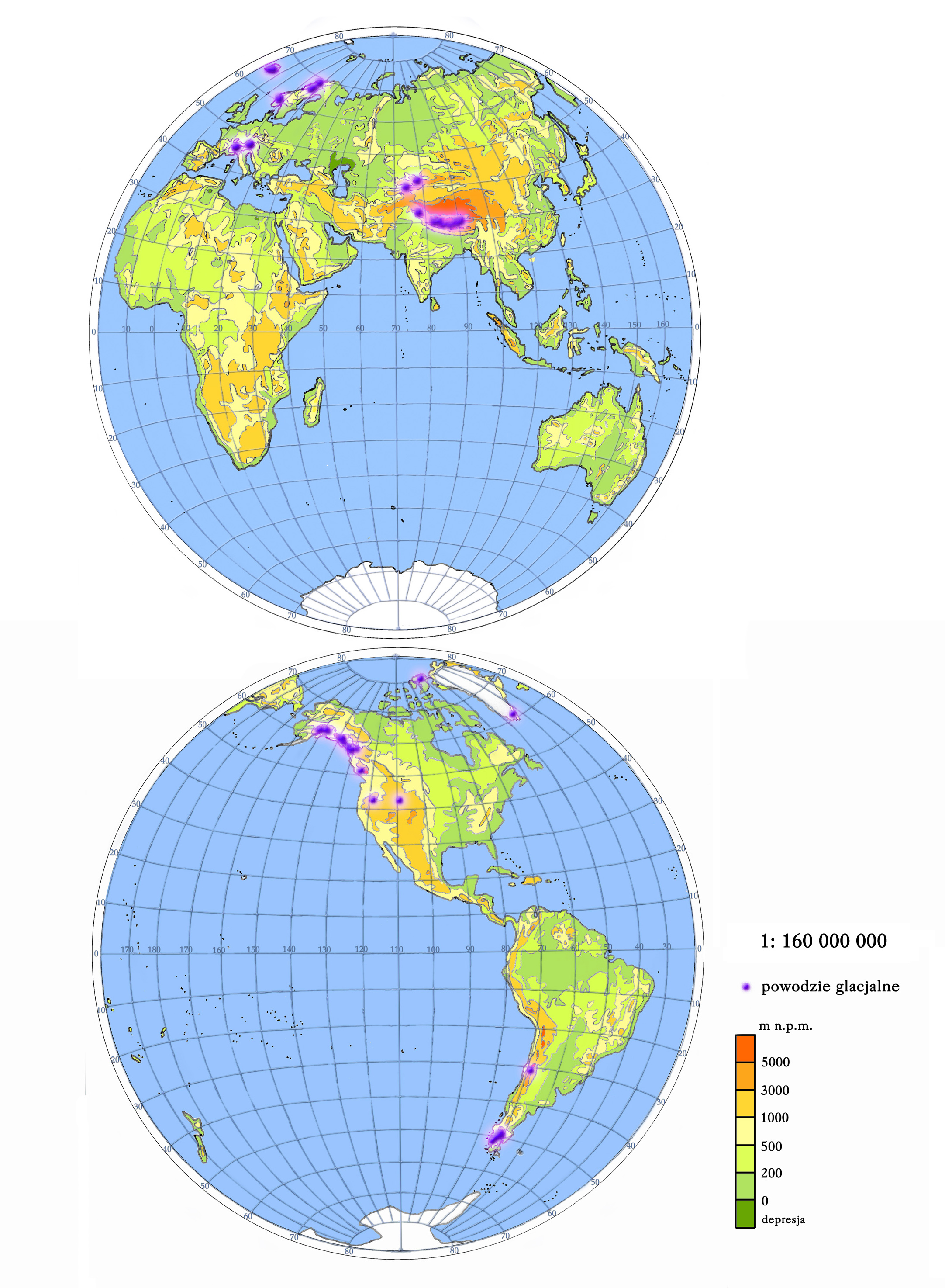
世界各地冰湖溃决洪水区分布

虽然冰湖溃决洪水最初只与瓦特纳冰原有关，但文献也报道了包括今天南极在内的各个地点，有证据表明它们在劳伦斯冰盖和末次冰盛期期间斯堪的纳维亚冰盖（Scandinavian ice sheet）均发生过冰湖溃决洪水。

### 冰岛
- 大约每40到80年一次，当冰下火山卡特拉喷发时，米达尔斯冰原就会受到大型冰川湖溃决洪水的影响。据估计，1755年的火山喷发，洪峰流量高达200000至400000米3/秒。
- 格里姆火山频繁引发瓦特纳冰原的大型冰湖溃洪，1996年的火山爆发造成了50000米3/米的峰值流量并持续了数天。
- 埃亚菲亚德拉冰盖火山可能引起了冰湖溃决，2010年的火山喷发形成了一次冰川溃洪，洪峰流量约为2000至3000米3/秒[13][14]。

### 北美
1994年7月，在不列颠哥伦比亚省的海岸山脉，一座地表冰坝湖通过穿越戈达德冰川（Goddard Glacier）下的隧道泄流，引发一次冰川湖溃洪。汹涌的洪峰以100至300米3/秒的流速狂泻11公里穿过法罗溪（Farrow Creek），注入终点-奇尔科湖（Chilko Lake），一路造成严重的侵蚀，但冰坝尚未受到改动。下表汇集了类似不列颠哥伦比亚冰湖溃洪的事件：
| 湖泊名     | 英文名    | 年份 | 洪峰流量(米3/秒) | 容积(公里3) |
| ---------- | --------- | ---- | ---------------- | ----------- |
| 阿尔塞克湖 | Alsek     | 1850 | 30               | 4.5         |
| 阿佩湖     | Ape       | 1984 | 1600             | 0.084       |
| 潮汐湖     | Tide      | 1800 | 5,000-10,000     | 1.1         |
| 唐杰克湖   | Donjek    | 1810 | 4000-6000        | 0.234       |
| 高峰湖     | Summit    | 1967 | 2560             | 0.251       |
| 塔尔塞夸湖 | Tulsequah | 1958 | 1556             | 0.229       |

## 另请参阅
- 1996年格嘉普喷发
- 阿尔泰洪水
- 洪积层
- 巨流涟漪
- 奥吉布韦冰川湖
- 1818年杰特罗冰川灾难
- 冰湖溃决洪水
- 溃决洪水

## 延伸阅读
- Helgi Björnsson: Subglacial lakes and jökulhlaups in Iceland. Global and Planetary Change 35 (2002) 255–271 （页面存档备份，存于）